# 萊克馬特馬斯基特 (北卡羅萊納州)
萊克馬特馬斯基特（英語：Lake Mattamuskeet）是位於美國北卡羅萊納州海德縣的普查規定居民點。

## 人口
根據2020年美國人口普查的數據，萊克馬特馬斯基特的面積為37.81平方千米，皆為陸地。當地共有人口10人，而人口密度為每平方千米0.26人。